# Craspedolepta crinita
Craspedolepta crinita är en insektsart som beskrevs av Loginova 1962. Craspedolepta crinita ingår i släktet Craspedolepta och familjen rundbladloppor. Inga underarter finns listade i Catalogue of Life.